# Mendener Brücke
Die Mendener Brücke überspannt in Mülheim an der Ruhr für die Bundesstraße 1 die Ruhr und verbindet die Ortsteile Menden und Saarn. Die Stahlbetonbrücke besteht aus zwölf Bögen mit Abständen zwischen 22,5 und 40,75 m.
Sie wurde durch die Philipp Holzmann AG im Auftrag des Siedlungsverbands Ruhrkohlenbezirk von 1928 bis 1930 gebaut, aber bereits am 10. April 1945 durch den Volkssturm per Sprengung zerstört. Nachdem sie 1949 wieder aufgebaut  wurde, musste bereits in den 1960er Jahren der Beton erneuert und die Brücke verbreitert werden. Aufgrund des immer höheren Verkehrsaufkommen wurde 2001 eine Grundsanierung notwendig.